# گونزالو د برسئو
گونزالو د برسئو (Gonzalo de Beceo) (حدود ۱۱۹۷ - پیش از ۱۲۶۴) شاعر اسپانیایی بود که در روستای لاریوخا در شهرستان برسئو به دنیا آمد. او اولین شاعر اسپانیایی است که به نام شناخته می‌شود.

## زندگی‌نامه
او روحانی از عوام بود که در لاریوخا La Rioja به عنوان دفتر دار(سند دار) صومعهٔ سن میان دلا کاگویا San Millán de la Cogolla و سانتو دومینگو دسیلوس Santo Domingo de Silos کار می‌کرد. او به سختی تحصیل کرد، به همین سبب در شکل‌دهی تحصیلات عمومی تازه تأسیس شده، دانشگاههای پیشگام قرون وسطایی، در پالنسیا (Palencia) شرکت کرد که از اولین‌ها در اسپانیا بودندو مهم‌ترین اشاعه دهندهٔ نوع ادبی مستر دکلرسیا (Mester de Clerecia) بود. او گویش کاستیانا Castellana(اسپانیایی) را با به وجود آوردن زبان ادبی بهبود بخشید که برای این کار تعداد زیادی از کلمات را از زبان لاتین جمع آوری کرد و آن‌ها را با توجه به نوع ادبی شفاهی سنتی و مستر دخوگلریا  (Mester de Jugleria(از نو تقسیم بندی کرد.

## زیرنویس‌ها
1. ↑  جریانی ادبی، شکل گرفته در قرون وسطی، که روحانیون و طبقهٔ کلیسا از آن برای نگارش آثار ادبی استفاده می‌کردند. مضامین آن دینی و برای ترویج مذهب و فرهنگ کلیسا بین مردم بود. بر خلاف انتظار زبان آن به اندازهٔ کافی سهل و آسان بود تا طبقهٔ عوام آن را متوجه شود.
2. ↑  جریانی ادبی که در قرون وسطی شکل گرفت و به معنای نقالی است. این نوع ادبی در بین عوام رایج بود که داستان‌هایی را با مضامینی بر گرفته از زندگی روزمره خود در وسط میادین روایت می‌کردند.